# 格里德利 (堪薩斯州)
格里德利（Gridley）為美国堪薩斯州科菲縣轄下的城市。根據2010年美國人口普查，此城市人口有341人。

## 歷史
格里德利大約於1886年設立。
此城市第一所郵政局於1886年6月23日開設。

## 地理
格里德利坐落於北緯38度5分58秒、西經95度53分4秒（亦可表示為38.099452, -95.884507）處。根據美国人口调查局的資料，此城市總面積為1.22平方（0.47平方英里），其中有1.06平方（0.41平方英里）為陸地，有0.16平方（0.06平方英里）為水域。

### 氣候
夏季溼熱、冬季不甚乾冷為此地區的氣候特徵。根據柯本气候分类法，格里德利的氣候屬於副热带湿润气候（氣候圖簡寫「Cfa」）

## 人口統計
| 调查年                | 人口 | 备注   | %±     |
| --------------------- | ---- | ------ | ------ |
| 1920                  | 321  |        | —      |
| 1930                  | 434  |        | 35.2%  |
| 1940                  | 418  |        | −3.7%  |
| 1950                  | 360  |        | −13.9% |
| 1960                  | 321  |        | −10.8% |
| 1970                  | 328  |        | 2.2%   |
| 1980                  | 404  |        | 23.2%  |
| 1990                  | 356  |        | −11.9% |
| 2000                  | 372  |        | 4.5%   |
| 2010                  | 341  |        | −8.3%  |
| 2014年估计            | 337  | [ 11 ] | −1.2%  |
| U.S. Decennial Census |      |        |        |

### 2010年普查
據2010年的人口普查，此城市人口有341人，戶數144戶，93個家庭。人口密度為321.1人/每平方公里（831.7人/每平方英里）。此城市有174棟住宅，平均每平方公里有163.9棟住宅。此城市居民之種族中，白人佔97.7%，非裔美國人佔0.9%，美洲原住民佔0.3%，其他種族佔0.3%，混血種族則佔0.9%。而西班牙裔或拉丁裔美國人佔此城市人口的0.3%。
此城市之戶籍數計有144戶。其中擁有18歲以下孩童的住戶佔31.3%；已婚夫婦且同居的住戶佔52.8%，住戶為未婚女性者佔7.6%；住戶為未婚男性者佔4.2%；住戶並非一個家庭的佔35.4%。住戶為獨自一人居住的佔全戶之32.6%，其中有17.4為65歲或以上之獨居老人。每戶住戶平均成員人數為2.37人，每個家庭平均成員人數則是2.98人。
此城市居民之年齡中位數為37.9歲。以年齡層分類，年齡低於18歲者佔26.7%；年齡介在18歲至24歲之間者佔9.3%；年齡介在25歲至44歲之間者佔20.9%；年齡介在45歲至64歲之間者佔24.7%；年齡高於65歲者佔18.5%。男性佔全市人口之49.3%，女性則佔全市人口之50.7%。

### 2000年普查
據2000年人口普查，此城市人口有372人，戶數158戶，106個家庭。人口密度為388.2人/每平方公里（992.9人/每平方英里）。此城市有168棟住宅，平均每平方公里有175.3棟住宅。此城市居民之種族中，白人佔96.77%，非裔美國人佔0.81%，美洲原住民佔0.54%，亞裔美國人佔0.27%，其他種族佔0.27%，混血種族則佔1.34%。而西班牙裔或拉丁裔美國人佔此城市人口的0.81%。
此城市之戶籍數計有158戶，其中擁有18歲以下孩童的住戶佔26.6%；已婚夫婦且同居的住戶佔58.9%，住戶為未婚女性者佔5.1%；住戶並非一個家庭的佔32.3%。住戶為獨自一人居住的佔全戶之26.6%，其中有18.4%為65歲或以上之獨居老人。每戶住戶平均成員人數為2.35人，每個家庭平均成員人數則是2.86人。
以年齡層分類，年齡低於18歲者佔26.1%；年齡介在18歲至24歲之間者佔5.4%；年齡介在25歲至44歲之間者佔22.6%；年齡介在45歲至64歲之間者佔21.8%；年齡高於65歲者佔24.2%。此城市居民之年齡中位數為42歲。性別比方面，每100名女性所對應的男性數為100.0名，如只計算18歲或以上的居民，則是每100名女性所對應的男性數為92.3名。
此城市每戶平均收入為26,346美元，每個家庭平均收入為40,313美元。男性平均收入25,694美元；女性平均收入19,375美元。此城市人均收入為18,805美元。此城市約有7.9%的家庭以及10.7%的居民低於貧窮門檻，其中18歲以下者占3.4%，65歲以上者佔16.1%。

## 外部連結
城市
- 格里德利市 （页面存档备份，存于）
- 格里德利—公職人員名錄

學校
- USD 245 （页面存档备份，存于），所在學區

地圖
- 格里德利市地圖 （页面存档备份，存于），堪薩斯州運輸部